# Litoria oenicolen
Litoria oenicolen är en groddjursart som beskrevs av Menzies och Richard G. Zweifel 1974. Litoria oenicolen ingår i släktet Litoria och familjen lövgrodor. IUCN kategoriserar arten globalt som otillräckligt studerad. Inga underarter finns listade i Catalogue of Life.